# Miss Univers 1965

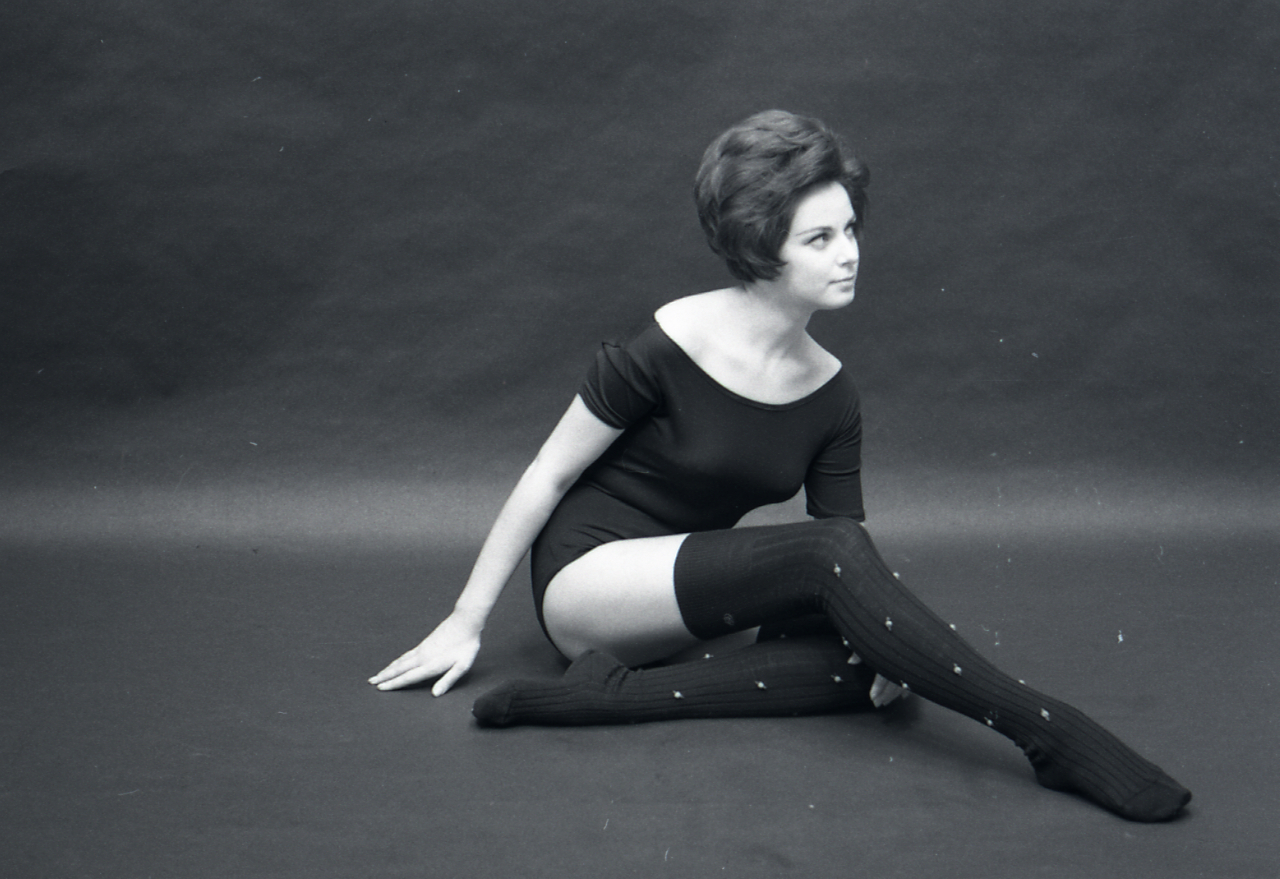
Miss Univers 1965

Miss Univers 1965, 14e édition du concours de Miss Univers a lieu le 24 juillet 1965, au Miami Beach Auditorium, à Miami Beach, Floride, États-Unis. 
Apasra Hongsakula, Miss Thaïlande, âgée de 18 ans, remporte le prix.

## Résultats
| Classement final  | Candidates |
| ----------------- | --- |
| Miss Univers 1965 | - Thaïlande - Apasra Hongsakula |
| 1re dauphine      | - Finlande - Virpi Miettinen |
| 2e dauphine       | - États-Unis - Sue Ann Downey |
| 3e dauphine       | - Suède - Ingrid Norman |
| 4e dauphine       | - Pays-Bas - Anja Schuit |
| Top 15            | - Australie - Pauline Verey - Brésil - Maria Raquel Helena De Andrade - Canada - Carol Ann Tidey - Colombie - Maria Victoria Ocampo Gomez - Danemark - Jeannette Christjansen - Grèce - Aspa Theologitou - Israël - Aliza Sedeh - Pérou - Freida Holler Figalo - Philippines - Louise Vail Aurelio - Afrique du Sud - Veronika Edelgarda Hilda Prigge |

## Prix spéciaux
| Prix                      | Candidates                    |
| ------------------------- | ----------------------------- |
| Meilleur costume national | - États-Unis - Sue Ann Downey |
| Miss Congénialité         | - Allemagne - Ingrid Bethake  |
| Miss Photogénique         | - Autriche - Karin Schmidt    |

## Candidates
| - Aruba - Dorinda Croes - Australie - Pauline Verey - Autriche - Karin Ingberg Schmidt - Bahamas - Janet Thompson - Belgique - Lucy Emilie Nossent - Bermudes - Sylvia Simons - Bolivie - Patricia Estensoro Terazas - Brésil - Maria Raquel Helena De Andrade - Guyana - Cheryl Viola Cheeng - Canada - Carol Ann Tidey - Ceylan - Shirlene Minerva De Silva - Colombie - Maria Victoria Ocampo Gomez - Costa Rica - Mercedes Pinagal - Cuba - Alina De Varona - Curacao - Ninfa Elveria Palm - Danemark - Jeannette Christjansen - République dominicaine - Clara Herrera - Équateur - Patricia Susana Ballesteros - Angleterre - Jennifer Warren Gurley - Finlande - Virpi Liisa Miettinen - France - Marie-Therese Tullio - Allemagne - Ingrid Bethke - Grèce - Aspa Theologitou - Pays-Bas - Anja Christina Maria Schuit - Hong Kong - Joy Drake - Islande - Bara Magnusdottir - Inde - Persis Khambatta - Irlande - Anne Elizabeth Neill - Israël - Aliza Sadeh | - Italie - Erika Jorger - Jamaïque - Virginia Hope Redpath - Japon - Mari Katayama - Korea - Kim Eun-Ji - Luxembourg - Marie-Anne Geisen - Malaisie - Patricia Augustus - Mexique - Juana Jeanine Acosta Cohen - Nouvelle-Zélande - Gay Lorraine Phelps - Norvège - Britt Aaberg - États-Unis Okinawa - Leiko Arakaki - Panama - Sonia Ines Rios - Paraguay - Stella Castell Vallet - Pérou - Freida Holler Figalo - Philippines - Louise Vail Aurelio - Portugal - Maria Do Como Paraiso Sancho - Porto Rico - Gloria Cobain Diaz - Écosse - Mary Young - Afrique du Sud - Veronika Edelgarda Hilda Prigge - Espagne - Alicia Borras - Suède - Ingrid Norman - Suisse - Yvette Revelly - Thaïlande - Apassara Hongsakula - Tunisie - Dolly Allouche - Turquie - Nebahat Cehre - Uruguay - Sonia Raquel Gorbaran Barsante - États-Unis - Sue Ann Downey - Venezuela - Maria Auxiliadora De Las Casas McGill - Pays de Galles - Joan Boull |

## Juges
- Troy Donahue
- Gladys Zender